# Dú Maroc
Pour les articles homonymes, voir Maroc.
Dú Maroc, de son vrai nom Mimoun Alaoui (en arabe : ميمون العلوي), né le 21 août 1985 à Francfort-sur-le-Main, en Allemagne, est un rappeur allemand d'origine marocaine, dans le style du gangsta rap.

## Biographie
Dú Maroc est d'origine marocaine, et est née et a été élevé à Francfort, dans un quartier difficile à Sossenheim, dans l'ouest de Francfort. Il passe la plus grande partie de sa jeunesse à rêver d'une carrière de footballeur professionnel. Il devra dire adieu à ce rêve peu de temps avant ses débuts dans la Bundesliga, après avoir subi une grave blessure. Parallèlement au football, Dú Maroc pratiquait les arts martiaux, qu'il continue encore à l'heure actuelle. Après s'être rendu compte qu'il ne pouvait devenir entraîneur de football, il termine ses études de commerce et commence dans le hip-hop, inspiré par son ami d'enfance SadiQ. Il s'inspirera le plus souvent de son passé de petit délinquant dans ses textes. À Francfort, Dú Maroc s'engage comme bénévole dans le domaine du football, socialement, pour sortir les jeunes de la rue.
Au début de 2013, Dú Maroc publié la chanson One Touch en tant que single avec le rappeur et chanteur Jonesmann. La vidéo de la chanson est publiée sur YouTube via aggro.tv. Le single apparait comme téléchargement et sur le CD 01.03. distribué par Dú MG/Distributionz
Le premier album solo de Dú Maroc, Block Bladi Gentleman est publié le 24 mai 2013 chez Dú MG/Distributionz. L'album se classe 57e des charts allemands déterminés par Media Control. En 2013 toujours, Dú Maroc et son partenaire SadiQ, jouent un rôle dans la série télévisée Privatdetektive im Einsatz. En outre, Dú Maroc réalise une performance en mars 2014 dans le programme Forum Democracy diffusé sur la station radio Phoenix

## Discographie

### Albums studio
- 2012 : Narkotic
- 2013 : Block Bladi Gentleman
- 2015 : Intravenös

### Singles
- 2011 : Fick den Richter (feat. SadiQ et Capo Azzlack)
- 2011 : Für die (feat. SadiQ)
- 2011 : Wo ist der Safe (feat. SadiQ et 439)
- 2012 : Jamal (feat. SadiQ)
- 2012 : Kamikaze (feat. SadiQ)
- 2013 : Picos (feat. Yassir)
- 2013 : One Touch (feat. Jonesmann)
- 2013 : Radoz
- 2013 : Gangster oder Gentleman
- 2013 : Ewa sahbi

### Filmographie
- 2013 : Privatdetektive im Einsatz